# La bimba di Satana
La bimba di Satana è un film horror/erotico del 1982 diretto da Alan W. Cools (alias Mario Bianchi).
Il film appartiene al filone horror/sexy del regista romano ed è un remake del film Malabimba, diretto da Andrea Bianchi due anni prima. Il produttore del film è Gabriele Crisanti, lo stesso del film del 1979 con Katell Laennec ed Enzo Fisichella. Esiste anche una versione hard del film, nota col titolo di Orgasmo di Satana, con inserti pornografici interpretati da Marina Hedman.

## Trama
Maria viene strangolata dal geloso marito Antonio; il suo spirito s'impossessa della figlia Miria che, accecata dalla sete di vendetta, mette in atto una sanguinosa strage.